# Saint Pablo
Saint Pablo (с англ.- "святой Пабло") - песня американского рэпера Канье Уэста с вокалом британского музыканта Самфы. Впервые трек появился в сети 31 марта 2016 года,просочившись в Apple Music на несколько часов.14 июня 2016 года, спустя 82 дня после выхода альбома, трек был добавлен в альбом The Life of Pablo

## Текст и музыка
В песне Канье Уэст затрагивает свои мысли и свою неуверенность, среди которых споры о нём в Twitter и его долг в 53 миллиона долларов
Saint Pablo был спродюсирован Канье Уэстом и Майком Дином, при сопродюсировании Алленом Риттером и дополнительном продюсировании Ноа Голдштейном. В песне присутствует британский музыкант Самфа, поющий припев и третий куплет.
В песне содержатся сэмплы из песни Where I'm From, записанной Jay-Z, Дериком Анджелетти , Рональдом Лоуренсом и Норманом Уитфилдом

## Выпуск
Песня впервые прозвучала на вечеринке Yo Gotti по случаю релиза The Art of Hustle. 31 марта 2016 года трек просочился в сеть и появился на Apple Music на несколько часов.The Life of Pablo был временно удалён из Tidal 14 июня 2016 года из-за того,что Канье хотел добавления этой песни на альбом, но вскоре альбом был выложен вновь

## Сертификаты
| Страна                        | Сертификация | Продажи |
| ----------------------------- | ------------ | ------- |
| Соединенное Королевство (BPI) | Серебро      | 200 000 |
| Соединенные Штаты (RIAA)      | Золото       | 500 000 |

1. ↑  Blog, N. M. E. New Tune 'Saint Pablo' Is Proof Kanye West Is Having A Well Busy 2016 (брит. англ.). NME (14 апреля 2016). Дата обращения: 10 апреля 2025.
2. ↑  Kanye West – “Saint Pablo” (Feat. Sampha) (англ.). Stereogum (1 апреля 2016). Дата обращения: 10 апреля 2025.
3. ↑  Kanye West's new track "Saint Pablo" leaks online -- listen (англ.). Consequence (31 марта 2016). Дата обращения: 10 апреля 2025.
4. ↑  Travis, Ben. Kanye West releases new track Saint Pablo – and it isn’t on TIDAL (англ.). The Standard (18 апреля 2016). Дата обращения: 10 апреля 2025.
5. ↑  Minsker, Evan. Kanye West Releases New Track “Saint Pablo”: Listen (амер. англ.). Pitchfork (15 июня 2016). Дата обращения: 10 апреля 2025.
6. ↑  Tom Odell, Wrong Crowd, Album - The BPI (англ.). BPI. Дата обращения: 10 апреля 2025.
7. ↑  Gold & Platinum (амер. англ.). RIAA. Дата обращения: 10 апреля 2025.